# مصطفی کامل پاشا
مصطفی کامل پاشا (عربی: مصطفی کامل؛ ۱۴ اوت ۱۸۷۴ – ۱۰ فوریهٔ ۱۹۰۸) یک سیاست‌مدار، و روزنامه‌نگار اهل امپراتوری عثمانی بود. وی بنیانگذار حزب ملی مصر و روزنامه اللوا بود و با استعمار بریتانیا به مبارزه می‌پرداخت.

## تولد و تحصیلات
مصطفی کامل در ۱ رجب سال ۱۲۹۱ قمری برابر با ۱۴ اوت سال ۱۸۷۴م، در روستای کتامه تابع بخش بسیون در استان غربی متولد شد. پدرش هنگام تولد مصطفی شصت سال داشت.
پس از ابتدایی وی به مدرسه خدیوی بهترین مدرسه آن زمان مصر پیوست و در شانزده سالگی دیپلم گرفت. سپس سال ۱۸۹۱ به مدرسه الحقوق پیوست و در آنجا بر زبان فرانسوی تسلط یافت.
سال ۱۸۹۳ میلادی مصر را ترک کرد و به مدرسه حقوق فرانسوی پیوست تا تحصیلاتش را تکمیل سازد سپس به دانشکده حقوق تولوز پیوست و توانست مدرک حقوق از آنجا دریافت کند.